# Hosabalahalli, Malur
Hosabalahalli là một làng thuộc tehsil Malur, huyện Kolar, bang Karnataka, Ấn Độ.